# Call Me Bwana
El amo de la selva es un filme británico de género comedia, de 1963, dirigido por Gordon Douglas y protagonizado por Bob Hope y Anita Ekberg.

## Sinopsis
Una cápsula espacial estadounidense de regreso a la Tierra con muestras lunares, sufre un desperfecto y va a aterrizar en un remoto lugar de África. Matthew Merriwether (Bob Hope) es un agente de la CIA, que es asignado para ir en busca de la cápsula espacial desaparecida. En medio de la selva lucha contra nativos y animales salvajes y se encuentra a la bella agente de una potencia extranjera, Lupa (Anita Ekberg), que también tiene la misma misión. 

## Reparto
- Bob Hope - Matthew Merriwether
- Anita Ekberg - Luba
- Edie Adams - Frederica Larson
- Lionel Jeffries - Dr. Ezra Mungo
- Arnold Palmer - Él mismo
- Percy Herbert - Primer secuaz
- Paul Carpenter - Coronel Spencer
- Bari Jonson - Uta
- Orlando Martins - Jefe
- Al Mulock - Segundo secuaz
- Peter Dyneley - Williams
- Mai Ling - Hyacinth
- Mark Heath - Koba
- Robert Nichols - Mayor estadounidense
- Neville Monroe - Reportero

- Datos: Q5021551